# گوری (زهک)
گوری (زهک)، روستایی از توابع بخش خمک شهرستان زهک در استان سیستان و بلوچستان ایران است.

## جمعیت
این روستا در دهستان گوری قرار دارد و براساس سرشماری مرکز آمار ایران در سال ۱۳۸۵، جمعیت آن ۸۱۲ نفر (۱۸۷خانوار) بوده‌است.دو طایفه ملاشاهی و جهان تیغ در این روستا زندگی می کنند